# Polenaktion
La Polenaktion (« action polonaise ») est l'opération menée en octobre 1938 par le Troisième Reich pour arrêter et expulser 17 000 Juifs polonais. Ces déportations, ordonnées par Reinhard Heydrich, officier Schutzstaffel et chef de la Gestapo, provoquent le déplacement forcé de milliers de Juifs à la frontière entre l'Allemagne et la Pologne.

## Causes
De 1935 à 1938, les Juifs vivant en Allemagne sont déchus de la plupart de leurs droits et libertés en application des lois de Nuremberg et subissent une persécution soutenue de la part de l'État. Par conséquent, de nombreux juifs cherchent à quitter le Reich le plus vite possible. Toutefois, la majorité des pays sont encore marqués par les effets de la Grande Dépression ; ils promulguent des lois strictes sur l'immigration et refusent de prendre en main le problème de ces réfugiés. D'après un recensement mené en 1933, plus de 57 % des Juifs étrangers sur le sol allemand sont de nationalité polonaise. Le gouvernement de Pologne, craignant l'afflux de Juifs venus du Reich, prend des mesures drastiques pour confiner ses propres ressortissants juifs hors des frontières.
Le 6 octobre 1938, le ministre polonais des Affaires intérieures (en) annonce une ordonnance qui impose aux citoyens polonais de l'étranger de faire viser leurs passeports avant le 30 octobre. Les passeports non visés ne seront plus valables et leurs possesseurs perdront les droits relatifs à leur nationalité. Quand des milliers des Juifs polonais en Allemagne se présentent aux bureaux consulaires, le visa leur est refusé sous divers prétextes. Par ce décret et le refus d'accorder le visa aux Juifs, le gouvernement polonais montre clairement qu'il ne se soucie pas d'accueillir les Juifs du Reich, pas même ses propres ressortissants.
Le décret polonais contrarie le gouvernement allemand. En 1938, l'attitude des nazis concernant les Juifs repose avant tout sur leur émigration du Reich, pas encore sur leur extermination systématique (qui est exécutée en 1942 pendant la Seconde Guerre mondiale). Par conséquent, aux yeux des dirigeants nazis, cette décision des Polonais représente une entrave aux efforts pour contraindre les Juifs à émigrer. Dans une lettre à Hans Lammers, le SS Obergruppenfuhrer Werner Best écrit :

« Le 6 octobre 1938, le gouvernement polonais a émis un décret, publié le 15 octobre, selon lequel tous les passeports doivent recevoir un tampon pour rester valables. Les passeports non visés ne sont plus valables pour entrer sur le territoire polonais. Avec ce décret, le gouvernement polonais compte évidemment empêcher le retour de nombreux Juifs polonais vivant à l'étranger - et notamment en Allemagne. Autrement dit, l'Allemagne devra tolérer sur son sol la présence permanente d'environ 70 000 Juifs polonais. »

Craignant que des milliers des Juifs polonais ne puissent plus émigrer légalement du Reich, le gouvernement allemand décide d'agir. En tant que chef de la Gestapo, Heydrich ordonne d'expulser hors du Reich les Juifs polonais.

## Déportations
Du 27 au 29 octobre, soit la veille du jour où le décret polonais sur les passeports entre en vigueur, les autorités allemandes arrêtent environ 17 000 juifs polonais et révoquent leurs permis de séjour en Allemagne,. La Gestapo a aisément trouvé les cibles grâce aux registres et aux dossiers de recensement.

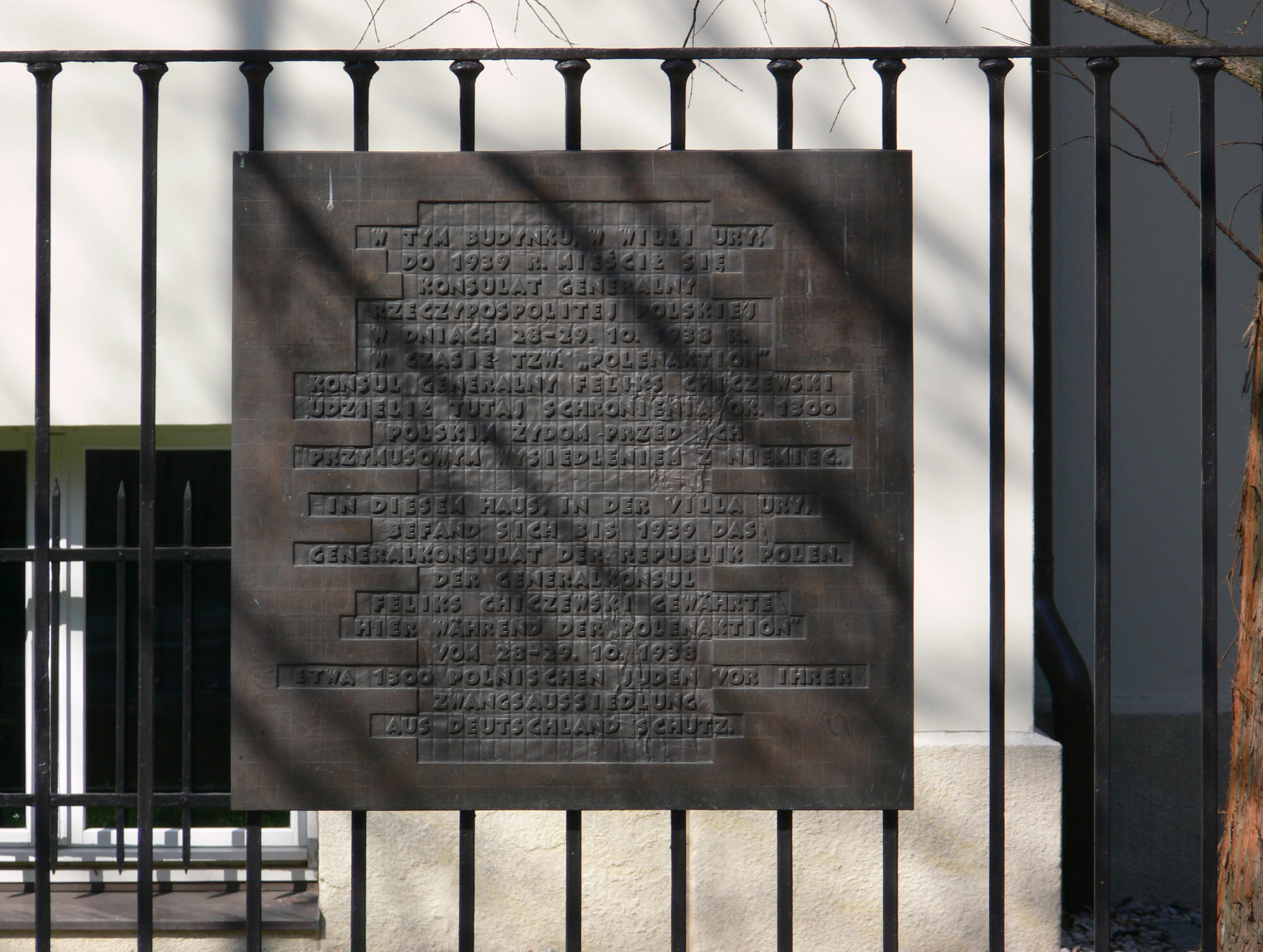
Plaque commémorative à l'ancien consulat polonais de Leipzig, où 1300 juifs polonais ont trouvé refuge en 1938.

Des milliers de juifs polonais sont arrêtés, puis leurs effets personnels et leur argent leur sont confisqués avant leur montée dans des trains. Ces convois emmènent les déportés à la frontière entre l'Allemagne et la Pologne. Les autorités frontalières polonaises sont aussitôt débordées par cet afflux inattendu et, le premier jour des expulsions, elles autorisent des milliers de juifs polonais à entrer sur le territoire. Toutefois, le gouvernement polonais ne tarde pas à fermer la frontière et refuser toute nouvelle entrée. À Leipzig, 1 300 personnes ont pu se réfugier au consulat de Pologne avec l'aide du diplomate Feliks Chiczewski (en).
Au 30 octobre, des milliers de Juifs sans abri se trouvent dans le no man's land entre les deux frontières. Les historiens estiment que 4 000 à 6 000 juifs sont déportés entre 
Bytom et Katowice au Sud ; 1 500 vers Chojnice au Nord ; 8 000 sont envoyés à Zbąszyń. Un vaste camp de réfugiés est ouvert à Zbąszyń pour abriter les personnes déportées. Pendant des mois, les réfugiés de Zbąszyń dorment dans des baraquements médiocres et ne perçoivent qu'un ravitaillement très faible. La dureté des conditions de vie au camp est relatée par l'historien Emanuel Ringelblum, qui décrit le désespoir des réfugiés dans une lettre à un collègue.

« Je crois qu'aucune communauté juive n'a subi d'expulsion aussi cruelle et impitoyable que celle-ci. Les perspectives d'avenir sont désespérantes. Les gens du camp ont reçu l'avertissement qu'ils ont perdu leur nationalité polonaise (...). Zbąszyń est devenu le symbole de la vulnérabilité des juifs polonais. Les Juifs humiliés sont ravalés au rang de lépreux, au rang de citoyens de quatrième classe et cette tragédie se répercute sur nous tous. Zbąszyń porte une atteinte morale terrible aux populations juives de Pologne. »

En conséquence de la Polenaktion d'octobre 1938, la plupart des 17 000 expulsés restent dans des camps de réfugiés à la frontière pendant près d'un an. Les victimes de la Polenaktion ne sont autorisées à entrer en Pologne que quelques jours avant l'invasion allemande de la Pologne en 1939.

## Réaction de Herschel Grynszpan et ses conséquences

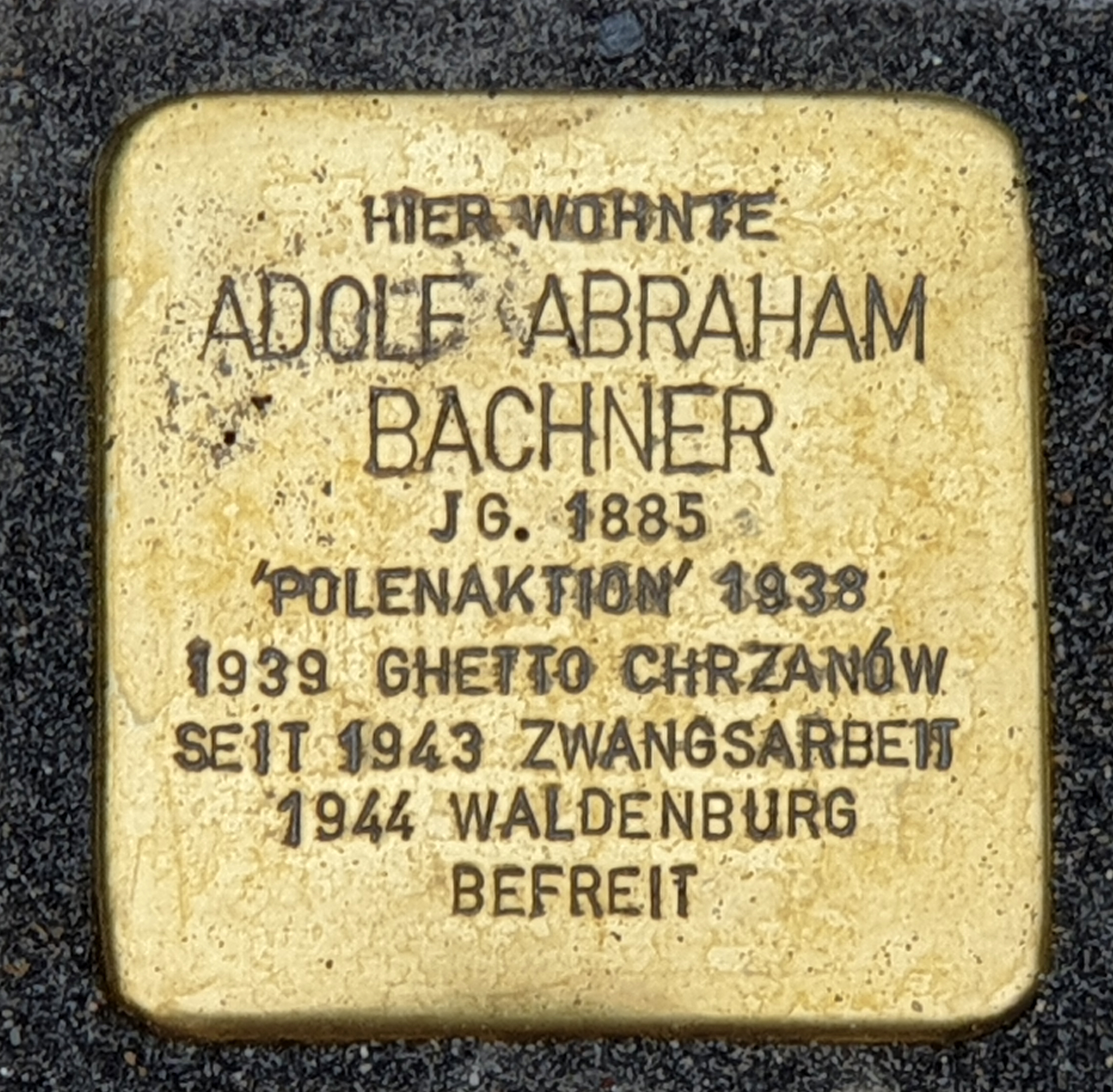
Stolperstein au nom d'Adolf Abraham Bachner, survivant de la Polenaktion.

La famille de Sendel Grynszpan fait partie des personnes déportées le 27 octobre à Hanovre. Grynszpan a raconté que le jeudi 27 octobre, la police est venue chez lui et a exigé que la famille se présente, avec ses passeports, au commissariat le plus proche. Une fois arrivés, les Grynszpan voient que des centaines de gens attendent de plus amples renseignements. La police annonce à la foule qu'elle doit signer des papiers et présenter ses passeports. Une fois cette procédure terminée, les victimes sont chargées dans des fourgons de police, emmenées à la gare et forcées de monter dans les trains. Le 29 octobre, la famille Grynszpan, perdue et effrayée, arrive à Zbąszyń.
Le 31 octobre, la fille de Sendel Grynszpan, Berta Grynszpan, a pu envoyer une carte postale de Zbąszyń à son frère Herschel Grynszpan, à Paris. La missive narre en détail les circonstances cruelles et tragiques de ce déplacement forcé. En la recevant, Herschel Grynszpan est horrifié et bouleversé au récit de la détresse qui frappe sa famille ainsi que des milliers d'autres Juifs polonais ; il décide de venger les victimes. Il achète un pistolet et se rend, le 7 novembre, à l'ambassade d'Allemagne à Paris. Il tire sur le troisième secrétaire du Reich, Ernst vom Rath, qui meurt ensuite de ses blessures.
Le meurtre de vom Rath stupéfie le régime nazi. Les 9 et 10 novembre, les nazis prétextent cet assassinat pour détruire, incendier et piller les entreprises et les locaux appartenant à des Juifs, ainsi que les synagogues, dans l'ensemble du Reich. Cet évènement, appelé la nuit de Cristal, est souvent analysé par les historiens comme une étape essentielle de la progression vers la Shoah.